# Ungureni (Vadu Săpat), Prahova
Ungureni este un sat în comuna Vadu Săpat din județul Prahova, Muntenia, România.
 Acest articol despre o localitate din județul Prahova este deocamdată un ciot. Puteți ajuta Wikipedia prin completarea lui.